# Campeonato Baiano 1920
In 1920 werd het zestiende Campeonato Baiano gespeeld voor voetbalclubs uit de Braziliaanse staat Bahia. De competitie werd gespeeld van 20 juni tot 19 december en werd georganiseerd door de FBF. Ypiranga werd kampioen. 

## Eindstand
| Plaats | Club                   | Wed. | W | G | V  | Saldo | Ptn. |
| ------ | ---------------------- | ---- | - | - | -- | ----- | ---- |
| 1.     | Fluminense da Salvador | 11   | 9 | 1 | 1  | 44:5  | 19   |
| 2.     | AAB                    | 11   | 9 | 1 | 1  | 32:6  | 19   |
| 3.     | Ypiranga               | 11   | 9 | 1 | 1  | 40:9  | 19   |
| 4.     | Santa Cruz             | 11   | 7 | 2 | 2  | 21:15 | 16   |
| 5.     | Botafogo               | 11   | 5 | 3 | 3  | 13:15 | 13   |
| 6.     | Bahiano                | 11   | 5 | 1 | 5  | 19:19 | 11   |
| 7.     | Vitória                | 11   | 3 | 2 | 6  | 19:18 | 8    |
| 8.     | Yankee                 | 11   | 3 | 2 | 6  | 14:27 | 8    |
| 9.     | Sul América            | 11   | 2 | 4 | 5  | 3:16  | 8    |
| 10.    | Nacional               | 11   | 2 | 2 | 7  | 12:36 | 6    |
| 11.    | Internacional          | 11   | 0 | 3 | 8  | 4:21  | 3    |
| 12.    | Itapagipe              | 11   | 1 | 0 | 10 | 4:39  | 2    |

|  | Play-off titel |

### Play-off titel
|                        | Placar |                        |
| ---------------------- | ------ | ---------------------- |
| AAB                    | 1-1    | Fluminense de Salvador |
| Fluminense de Salvador | 1-2    | Ypiranga               |
| Ypiranga               | 1-0    | AAB                    |

## Kampioen
| Campeonato Baiano de 1920 |
| ------------------------- |
| YPIRANGA 3º Titel         |